# 栴檀山村
栴檀山村（せんだんやまむら）は、かつて富山県東礪波郡にあった村。現在は砺波市東南部の山間部にある栴檀山地区となっている。
村名は栴檀野村より山手に位置していたことに由来する。

## 沿革
- 1889年（明治22年）4月1日 - 町村制の施行により、礪波郡川内村、伏木谷村、五谷村、寺尾村、栃上村、東別所村、浅谷村、井栗谷村の区域の一部及び三谷村の区域の一部をもって、礪波郡栴檀山村が発足する。
- 1896年（明治29年）3月29日 - 郡制の施行のため、礪波郡が分割して、東礪波郡が発足により、東礪波郡に所属となる。
- 1954年（昭和29年）3月1日 - 東礪波郡砺波町に編入する。

## 歴代村長
出典→
1. 満保十作（1889年6月 - 1893年4月、1894年12月 - 1899年8月22日）
2. 伏木与一郎（1889年9月24日 - 1904年1月14日〔2期〕）
3. 片山利平（1904年2月18日 - 1905年5月9日）
4. 坂井与次右ヱ門（1905年6月27日 - 1909年6月26日）
5. 喜多宗平（1909年8月14日 - 1911年9月4日〔死亡〕）
6. 池田孫作（1911年11月8日 - 1915年4月24日）
7. 喜多宗太郎（1915年8月5日 - 1916年8月14日）
8. 金井善蔵（1916年10月27日 - 1917年3月10日）
9. 喜多宗太郎（1917年7月19日 - 1919年6月8日）
10. 谷井伊一郎（1919年7月24日 - 1920年3月1日〔死亡〕）
11. 島金一郎（1920年7月5日 - 1927年3月17日〔2期〕）
12. 谷村才一郎（1927年7月17日 - 1928年12月31日）
13. 倉田熊延（1929年1月21日 - 1935年2月28日〔2期〕）
14. 金井善蔵（1935年3月20日 - 1939年3月19日）
15. 伏木与吉郎（1939年3月27日 - 1941年1月25日）
16. 前田信孝（1941年2月20日 - 1946年11月25日〔2期〕）
17. 喜多外次（1947年4月5日 - 1954年4月1日）